# Octopus (US-amerikanische Band)
Octopus ist eine US-amerikanische Psychedelic- und Hard-Rock-Band aus Detroit, Michigan, die 2008 unter dem Namen The Octopus gegründet wurde.

## Geschichte
Die Band wurde im Jahr 2008 von dem Gitarristen Joe Frezzato und der Sängerin Masha Marjieh unter dem Namen The Octopus gegründet. Der Name der Band geht auf einen Traum Frezzatos zurück, der von einem Raumschiff oder auch U-Boot handelte, das die Form eines Oktopus hatte. Schließlich stieß er auf das Buch The Octopus von Kenn Thomas und Jim Keith, woraufhin er sich schließlich entschloss die Band unter diesem Namen zu gründen. 2018 erschien daraufhin über Rise Above Records das Debütalbum Supernatural Alliance, wobei sich der Bandname mittlerweile auf Octopus verkürzt hatte. Neben Frezzato und Marjieh bestand die Band nun aus dem Bassisten Matt O’Brien, dem Schlagzeuger Chuck Burns und dem Keyboarder Adam Cox.

## Stil
Thomas Kupfer vom Rock Hard befand, dass Supernatural Alliance für „Fans von angefuzztem Schräg-Rock und Hobby-Okkultisten“ geeignet ist. Auf dem Album seien gelegentliche Einflüsse aus dem Glam Rock sowieso klangliche Gemeinsamkeiten zu Pink Floyd vorhanden. Eine Ausgabe später gab Andreas Schiffmann an, dass die Ästhetik der Band an Métal hurlant oder einen Fantasy-Groschenroman erinnere. Im Interview mit ihm gab Marjieh an, dass die Songs anfangs von Frezzato geschrieben wurden, ehe er sie überzeugt habe, zusammen mit ihr an Liedern zu arbeiten. Im Interview gab Frezzato an, dass die Gruppe oft mir Fleetwood Mac verglichen wird. Helge von burnyourears.de rezensierte das Album ebenfalls und zog einen Vergleich zu dieser Gruppe, wobei Octopus jedoch härter sei. Zudem seien klangliche Gemeinsamkeiten zu den Judas Priest der 1980er Jahre vorhanden. Gesanglich erinnere die Gruppe an Blues Pills und Lucifer. Der Einsatz einer Hammondorgel sei ebenso zu vernehmen wie gelegentliche Anlehnungen zum Epic Doom. Insgesamt mache die Gruppe einen Spagat zwischen Hard Rock und Heavy Metal.

## Diskografie

### Als The Octopus
- 2009: At Her Feet (Single, Dead Sea Phonographic)
- 2010: Signal B (Single, Bellyache Records)
- 2011: Evil Is Real (Single, Bellyache Records)
- 2011: The Stranger (Single, Bellyache Records)

### Als Octopus
- 2018 Supernatural Alliance (Album, Rise Above Records)